# Szuttarna I
Szuttarna I (przypuszczalnie z sansykr. su-dharana „on, który podtrzymuje studnię”) – jeden z pierwszych królów huryckiego państwa Mitanni. Jego imię zachowało się na pieczęci znalezionej w Alalach. Napis głosi: „syn Kirty” i jest jedynym znanym jak dotąd odniesieniem do tego władcy. Panował na początku XV wieku p.n.e. (prawdopodobnie 1490 p.n.e. – 1470 p.n.e.).